# Upplands runinskrifter 20

Upplands runinskrifter 20 och Upplands runinskrifter 21 är två runstensfragment som är inmurade i Färentuna kyrka. Fragmenten har tillhört samma runsten och har passning sinsemellan. De sitter tre till fyra meter upp i en yttervägg och är synliga från vägen.
Fragmenten är 0,6 gånger 0,45 respektive 0,71 gånger 0,51 meter stora. Runhöjden är 10-13 centimeter. Fragmenten var dolda under kyrkoväggens rappning under en tid men återfanns vid kyrkans restaurering 1969.

## Inskriften
Inskriften på de bägge fragmenten tillsammans lyder:
Translitterering av runraden:
... ...k · bunta sin ... auk -... ...(u)þrik · faþur sin · gu... ...-b... ...n- ·
Normalisering till runsvenska:
... [Æiri]k(?), bonda sinn ... ok ... [G]uðrik, faður sinn. Gu[ð hial]p[i a]n[d].
Översättning till nusvenska:
... (Eri)k, sin make ... och ... Gudrik, sin fader. Gud hjälpe själen.